# 26.º Prêmio Jabuti
O 26º Prêmio Jabuti foi realizado em 1984, premiando obras literárias referentes a lançamentos de 1983.

## Prêmios
Os premiados foram:
- Rubem Fonseca, A grande arte - Romance
- Caio Fernando Abreu, Contos/crônicas/novelas
- Hilda Hilst, Poesia
- Flávio Aguiar, Estudos literários (Ensaios)
- Nancy Fernandes e Maria Teresa Vargas, Biografia e/ou memórias
- Iola de Oliveira Azevedo, Autor revelação – Literatura adulta
- Paulo Rónai, Tradução de obra literária
- Camila Cerqueira César, Literatura infantil
- Jane Tutikian, Literatura juvenil
- Dino Preti, Ciências humanas (exceto Letras)
- Ricardo Mane, Ciências exatas
- Celso Penteado Serra, Ciências (Tecnologia)
- W. R. Lodi e A. A. Simões, Tradução de obra científica
- Walter Ono, Ilustrações
- Folha de S.Paulo, Melhor crítica e/ou notícia literária – jornal
- Rádio USP, Melhor crítica e/ou notícia literária – rádio
- Revista Fatos e Fotos, Melhor crítica e/ou notícia literária – revista
- TV Cultura, Melhor crítica e/ou notícia literária – televisão

## Ver Também
- Prêmio Prometheus
- Os 100 livros Que mais Influenciaram a Humanidade
- Nobel de Literatura